# Abbey Rangers F.C.
Câu lạc bộ bóng đá Abbey Rangers là một câu lạc bộ bóng đá có trụ sở tại Addlestone, Anh. Câu lạc bộ hiện là thành viên của  và thi đấu tại Addlestone Moor.

## Lịch sử
Câu lạc bộ được thành lập vào năm 1976, ban đầu là một câu lạc bộ thanh thiếu niên dành cho các cậu bé từ 7-16 tuổi, và được đặt theo tên của Tu viện Chertsey gần đó. Từng thi đấu cho cả Chertsey và Addlestone, đội trở thành thành viên của Surrey & Hants Border League, vô địch Division One năm 2004-05. Sau khi kết thúc với vị trí á quân mùa giải tiếp theo, họ rời giải đấu, gia nhập Division One của Guildford & Woking Alliance. Đội giành chức vô địch Division One ở lần đầu tiên, giành quyền thăng hạng lên Premier Division. Câu lạc bộ là á quân của Premier Division mùa giải sau đó, và được thăng hạng lên Division One của Surrey County Intermediate League (Western). Đội tiếp tục giành chức vô địch và League Cup trong mùa giải đầu tiên tại giải đấu, dẫn đến việc thăng hạng lên Premier Division.
Sau khi về nhì ở Premier Division mùa giải 2010-11, câu lạc bộ đã tham gia Surrey Elite Intermediate League. Họ tiếp tục ở lại giải đấu cho đến mùa giải 2014-15 khi cán đích ở vị trí thứ tư dẫn đến việc thăng hạng lên Division One của Combined Counties League. Trong mùa giải đầu tiên ở Division One, đội đứng thứ ba, giành quyền thăng hạng lên Premier Division.
Mùa giải 2016-17 chứng kiến câu lạc bộ lần đầu tiên trong lịch sử lọt vào Cúp FA khi tham gia tranh tài ở vòng Sơ loại.

## Sân vận động
Câu lạc bộ thi đấu tại Addlestone Moor.

## Danh hiệu
- Surrey County Intermediate League (Western)
  - Vô địch Division One 2008-09
  - Vô địch League Cup 2008-09
- Guildford & Woking Alliance
  - Vô địch Division One 2006-07
- Surrey & Hants Border League
  - Vô địch Division One 2004-05

## Kỉ lục
- Thành tích tốt nhất tại Cúp FA: Vòng loại thứ ba, 2019-20[7]
- Thành tích tốt nhất tại FA Vase: Vòng Năm, 2018-19[7]